# Teorema de Steinhaus
Em matemática, o teorema de Steinhaus é um importante resultada da teoria da medida.

## Enunciado
Seja {\displaystyle S\,} um subconjunto dos números reais com medida de Lebesgue positiva então a diferença {\displaystyle S-S:=\{x-y:x,y\in S\}\,} contém uma vizinhança da origem.

## Lema
Seja {\displaystyle S\,} um conjunto mensurável à Lebesgue com a seguinte propriedade de densidade:
{\displaystyle \mu (S\cap [a,b])\leq \rho (b-a)}
onde {\displaystyle 0\leq \rho <1\,}
Então {\displaystyle S\,} tem conjunto de medida zero.
Suponha, por absurdo, que {\displaystyle S\,} tem medida positiva. Fixe {\displaystyle 1<k<{\frac {1}{\rho }}\,}
Pela definição de medida de Lebesgue, existem intervalos {\displaystyle \{(a_{n},b_{n})\}_{n=1}^{\infty }\,} tais que:
{\displaystyle \bigcup _{n=1}^{\infty }(a_{n},b_{n})\supseteq S\Longrightarrow S=\bigcup _{n=1}^{\infty }S\cap (a_{n},b_{n})\,}
{\displaystyle \sum _{n=1}^{\infty }(b_{n}-a_{n})\leq k\mu (S)\,}
Portanto:
{\displaystyle \mu (S)\leq \sum _{n=1}^{\infty }\mu \left(S\cap (a_{n},b_{n})\right)\leq \sum _{n=1}^{\infty }\rho (b_{n}-a_{n})\leq \rho k\mu (S)<\mu (S)\,} , uma contradição.

## Demonstração
Escolha {\displaystyle a\,} e {\displaystyle b\,} tal que {\displaystyle \mu \left([a,b]\cap S\right)>{\frac {3}{4}}(b-a)\,}, defina {\displaystyle E:=[a,b]\cap S\,} e:
{\displaystyle F:=E-E\,}
Vamos mostrar que {\displaystyle F\,} contém uma vizinhança da origem. Suponha por absurdo que não, ou seja, para todo {\displaystyle \delta >0\,}, existe {\displaystyle x\,} tal que {\displaystyle |x|<\delta \,} e {\displaystyle x\notin F\,}
Isso significa que {\displaystyle E\cap (E+x)=\emptyset \,}
Podemos estimar:
{\displaystyle \mu (E)=\mu (E\cap (E+x))+\mu (E\cap (E+x)^{c})\leq \mu ([a,b]\backslash (E+x))\leq (b-a)-\mu (E)+\delta \,}
Equivalente a:
{\displaystyle \mu (E)\leq {\frac {(b-a)+\delta }{2}}\,}, uma contradição se escolhermos {\displaystyle \delta \,} suficientemente pequeno.